# Google Pixelbook
Google Pixelbook是一款由Google開發的、運行Chrome OS的便攜式筆記本電腦/平板電腦混合計算機。它於2017年10月4日公佈，並於同年10月30日正式發布。
與大多數典型的Chromebook設備不同，Pixelbook的零售價格在1000美元左右，價格與筆記本電腦（如Apple MacBook Air）相當。

## 特徵
Pixelbook計劃成為下一代Google筆記本電腦，在2016年Chromebook Pixel筆記本電腦停產。Google意識到Chromebook在成長緩慢後取得了成功，在美國獲得了58％的學校市場份額，並將Pixelbook設計為一個能夠在這個領域與蘋果和微軟展開競爭。
Google Pixelbook採用了12.3英寸觸控螢幕設計，可以像平板電腦一樣使用該設備。該設備還為Google智能助理提供了一個專用按鈕。它運行Chrome操作系統，並可以原生地啟動Android應用程序。它具有即時共享功能；如果wifi信號丟失，Pixelbook會自動連接到合適的智能手機信號。
該設備與為Pixelbook設計的手寫筆Pixelbook Pen兼容，並以99美元單獨銷售。
| 處理器       | 記憶體 | 存儲   | 圖形處理器   | 市場價格 (USD/GBP)  |
| ------------ | ------ | ------ | ------------ | ------------------- |
| Core i5-7Y57 | 8 GB   | 128 GB | Intel HD 615 | 999美元 / GB£999    |
| Core i5-7Y57 | 8 GB   | 256 GB | Intel HD 615 | 1,199美元 / GB£1199 |
| Core i7-7Y75 | 16 GB  | 512 GB | Intel HD 615 | 1,699美元 / GB£1699 |

## 評價
Pixelbook得到了媒體的不同反應，他們讚揚了製作質量，但質疑該設備的市場價格。
- The Verge的一篇評論說：「就像iPad Pro一樣，Pixelbook是一款非常漂亮而強大的機器，可以處理大部分計算任務——但可能不是全部。」[10]
- 英國衛報評論說：「Chromebook之王價格昂貴。」[11]
- Engadget的一篇評論將其描述為「價值不菲的優質Chromebook。」[12]
- 2017年10月，Wired的一篇評論提出「我不確定有誰會買下這一台。」[13]
- 英國金融時報發表了對新Pixelbook的正面評論，稱除了其他固定問題之外，還有比以前的型號更多離線操作功能[14]。